# Ctenocheloides
Ctenocheloides es un género de crustáceos decápodos de la familia Callianassidae, que contiene la única especie Ctenocheloides attenboroughi. Fue descrito en 2010 y nombrado en honor al naturalista británico Sir David Attenborough. Se conoce a partir de un único espécimen hembra recolectado en aguas poco profundas en la costa noroeste de Madagascar.

## Descripción
El género Ctenocheloides se conoce a partir de un solo espécimen, la longitud total del mismo es de 19,8 milímetros (0,78 pulgadas), con un caparazón de 4,15 mm (0,163 pulgadas) de largo. Ctenocheloides se parece al género Ctenocheles, como se refleja en sus nombres, ambos géneros tienen dedos pectinados (en forma de peine) como quelas (garras). Ctenocheloides se diferencia de Ctenocheles en que no tiene rostrum, tiene ojos bien desarrollados y garras más cortas y gruesas.

## Distribución
El único espécimen conocido de Ctenocheloides fue recolectado en 2008 de un "gran trozo de escombros cementado con barro", dragado de una bahía cerca de Hell-Ville, Nosy Be, en el noroeste de Madagascar. El trozo de escombros yacía a una profundidad de 1,5 metros (4 pies 11 pulgadas) en una bahía llena de manglares.

## Taxonomía
Tanto el género Ctenocheloides como su única especie, C. attenboroughi, fueron descritos en 2010 por Arthur Anker, en un artículo en el Journal of Natural History. El nombre de este refleja la estrecha relación del género con Ctenocheles, mientras que el epíteto específico "attenboroughi" conmemora al naturalista británico David Attenborough. Originalmente se colocó en la familia Ctenochelidae, que luego se redujo a una subfamilia de Callianassidae más amplia.